# Enis Gavazaj
Enis Gavazaj (Prizren, 21 marzo 1995) è un calciatore albanese, centrocampista o attaccante del Liria.

## Biografia
Nato a Prizren, nell'allora provincia autonoma jugoslava del Kosovo. Ha un fratello più piccolo, Zenel, anch'egli calciatore.

## Carriera

### Club
Nel 2013 è stato acquistato dalla squadra belga del Gent per 45.000 euro. Ha giocato nelle giovanili fino a gennaio 2014, e successivamente è entrato a far parte della prima squadra.
Il 16 luglio 2018 viene acquistato a titolo definitivo dalla squadra russa dell'Enisej, con cui firma un contratto triennale con scadenza il 30 giugno 2021.

### Nazionale
Debutta con la maglia della nazionale albanese Under-21 il 14 agosto 2013 nella partita valida per le qualificazioni all'Europeo 2015, persa per 0 a 1 contro l'Austria Under-21.
Il 17 marzo 2018 riceve la sua prima convocazione dalla nazionale albanese per la partita amichevole contro la Norvegia del 26 marzo 2018.
Il 7 settembre 2018 fa il suo debutto ufficiale con la maglia dell'Albania nella partita valida per la Nations League giocata ad Elbasan contro Israele, partita poi vinta per 1 a 0, nella quale è stato schierato titolare.

## Statistiche

### Presenze e reti nei club
Statistiche aggiornate al 20 giugno 2020.
| Stagione          | Squadra           | Campionato        | Campionato | Campionato | Coppe nazionali | Coppe nazionali | Coppe nazionali | Coppe continentali | Coppe continentali | Coppe continentali | Altre coppe | Altre coppe | Altre coppe | Totale | Totale |
| Stagione          | Squadra           | Comp              | Pres       | Reti       | Comp            | Pres            | Reti            | Comp               | Pres               | Reti               | Comp        | Pres        | Reti        | Pres   | Reti   |
| ----------------- | ----------------- | ----------------- | ---------- | ---------- | --------------- | --------------- | --------------- | ------------------ | ------------------ | ------------------ | ----------- | ----------- | ----------- | ------ | ------ |
| gen.-giu. 2012    | Prishtina         | SL                | 0          | 0          | CK              | 0               | 0               | -                  | -                  | -                  | -           | -           | -           | 0      | 0      |
| 2012-2013         | Prishtina         | SL                | 0          | 0          | CK              | 0               | 0               | -                  | -                  | -                  | -           | -           | -           | 0      | 0      |
| Totale Priština   | Totale Priština   | Totale Priština   | 0          | 0          |                 | 0               | 0               |                    | -                  | -                  |             | -           | -           | 0      | 0      |
| gen.-giu. 2014    | Gent              | PL                | 5+2        | 0          | CB              | 0               | 0               | -                  | -                  | -                  | -           | -           | -           | 7      | 0      |
| 2014-2015         | Gent              | PL                | 0          | 0          | CB              | 0               | 0               | -                  | -                  | -                  | -           | -           | -           | 0      | 0      |
| Totale Gent       | Totale Gent       | Totale Gent       | 5+2        | 0          |                 | 0               | 0               |                    | -                  | -                  |             | -           | -           | 7      | 0      |
| 2015-2016         | Roeselare         | D2                | 5          | 0          | CB              | 0               | 0               | -                  | -                  | -                  | -           | -           | -           | 5      | 0      |
| 2016-2017         | Skënderbeu        | KS                | 24         | 0          | CA              | 7               | 2               | -                  | -                  | -                  | SA          | 1           | 0           | 32     | 2      |
| 2017-2018         | Skënderbeu        | KS                | 29         | 3          | CA              | 5               | 0               | UEL                | 12                 | 1                  | -           | -           | -           | 46     | 4      |
| Totale Skënderbeu | Totale Skënderbeu | Totale Skënderbeu | 53         | 3          |                 | 12              | 2               |                    | 12                 | 1                  |             | 1           | 0           | 78     | 6      |
| 2018-feb. 2019    | Enisej            | PL                | 7          | 0          | CR              | 1               | 0               | -                  | -                  | -                  | -           | -           | -           | 8      | 0      |
| mar.-giu. 2019    | Dinamo Minsk      | VL                | 5          | 0          | CB              | 3               | 0               | UEL                | -                  | -                  | -           | -           | -           | 8      | 0      |
| 2019-2020         | Kukësi            | KS                | 30         | 2          | CA              | 4               | 0               | UEL                | -                  | -                  | SA          | 1           | 0           | 35     | 2      |
| Totale carriera   | Totale carriera   | Totale carriera   | 105+2      | 5          |                 | 20              | 2               |                    | 12                 | 1                  |             | 2           | 0           | 141    | 8      |

### Cronologia presenze e reti in nazionale
| Cronologia completa delle presenze e delle reti in nazionale ― Albania | Cronologia completa delle presenze e delle reti in nazionale ― Albania | Cronologia completa delle presenze e delle reti in nazionale ― Albania | Cronologia completa delle presenze e delle reti in nazionale ― Albania | Cronologia completa delle presenze e delle reti in nazionale ― Albania | Cronologia completa delle presenze e delle reti in nazionale ― Albania | Cronologia completa delle presenze e delle reti in nazionale ― Albania | Cronologia completa delle presenze e delle reti in nazionale ― Albania |
| Data                                                                   | Città                                                                  | In casa                                                                | Risultato                                                              | Ospiti                                                                 | Competizione                                                           | Reti                                                                   | Note                                                                   |
| ---------------------------------------------------------------------- | ---------------------------------------------------------------------- | ---------------------------------------------------------------------- | ---------------------------------------------------------------------- | ---------------------------------------------------------------------- | ---------------------------------------------------------------------- | ---------------------------------------------------------------------- | ---------------------------------------------------------------------- |
| 7-9-2018                                                               | Elbasan                                                                | Albania                                                                | 1 – 0                                                                  | Israele                                                                | UEFA Nations League 2018-2019 - 1º turno                               | -                                                                      | 72’                                                                    |
| 10-9-2018                                                              | Glasgow                                                                | Scozia                                                                 | 2 – 0                                                                  | Albania                                                                | UEFA Nations League 2018-2019 - 1º turno                               | -                                                                      | 46’                                                                    |
| 10-10-2018                                                             | Elbasan                                                                | Albania                                                                | 0 – 0                                                                  | Giordania                                                              | Amichevole                                                             | -                                                                      |                                                                        |
| Totale                                                                 |                                                                        | Presenze                                                               | 3                                                                      |                                                                        | Reti                                                                   | 0                                                                      |                                                                        |

| Cronologia completa delle presenze e delle reti in nazionale ― Albania under 21 | Cronologia completa delle presenze e delle reti in nazionale ― Albania under 21 | Cronologia completa delle presenze e delle reti in nazionale ― Albania under 21 | Cronologia completa delle presenze e delle reti in nazionale ― Albania under 21 | Cronologia completa delle presenze e delle reti in nazionale ― Albania under 21 | Cronologia completa delle presenze e delle reti in nazionale ― Albania under 21 | Cronologia completa delle presenze e delle reti in nazionale ― Albania under 21 | Cronologia completa delle presenze e delle reti in nazionale ― Albania under 21 |
| Data                                                                            | Città                                                                           | In casa                                                                         | Risultato                                                                       | Ospiti                                                                          | Competizione                                                                    | Reti                                                                            | Note                                                                            |
| ------------------------------------------------------------------------------- | ------------------------------------------------------------------------------- | ------------------------------------------------------------------------------- | ------------------------------------------------------------------------------- | ------------------------------------------------------------------------------- | ------------------------------------------------------------------------------- | ------------------------------------------------------------------------------- | ------------------------------------------------------------------------------- |
| 14-8-2013                                                                       | Valona                                                                          | Albania under 21                                                                | 0 – 1                                                                           | Austria under 21                                                                | Qual. Europeo Under-21 2015                                                     | -                                                                               | 65’                                                                             |
| 9-9-2013                                                                        | Girona                                                                          | Spagna under 21                                                                 | 4 – 0                                                                           | Albania under 21                                                                | Qual. Europeo Under-21 2015                                                     | -                                                                               | 46’                                                                             |
| 15-10-2013                                                                      | Elbasan                                                                         | Albania under 21                                                                | 0 – 1                                                                           | Bosnia ed Erzegovina under 21                                                   | Qual. Europeo Under-21 2015                                                     | -                                                                               | 56’ 57’                                                                         |
| 5-3-2014                                                                        | Graz                                                                            | Austria under 21                                                                | 1 – 3                                                                           | Albania under 21                                                                | Qual. Europeo Under-21 2015                                                     | 1                                                                               | 79’                                                                             |
| 28-3-2015                                                                       | Vaduz                                                                           | Liechtenstein under 21                                                          | 0 – 2                                                                           | Albania under 21                                                                | Qual. Europeo Under-21 2017                                                     | -                                                                               |                                                                                 |
| 16-6-2015                                                                       | Sollentuna                                                                      | Svezia under 21                                                                 | 4 – 1                                                                           | Albania under 21                                                                | Amichevole                                                                      | -                                                                               | 46’                                                                             |
| 3-9-2015                                                                        | Tirana                                                                          | Albania under 21                                                                | 1 – 1                                                                           | Israele under 21                                                                | Qual. Europeo Under-21 2017                                                     | -                                                                               |                                                                                 |
| 8-9-2015                                                                        | Tirana                                                                          | Albania under 21                                                                | 1 – 6                                                                           | Portogallo under 21                                                             | Qual. Europeo Under-21 2017                                                     | -                                                                               | 46’                                                                             |
| 13-10-2015                                                                      | Felcsút                                                                         | Ungheria under 21                                                               | 2 – 2                                                                           | Albania under 21                                                                | Qual. Europeo Under-21 2017                                                     | -                                                                               | 90+3’                                                                           |
| 12-11-2015                                                                      | Arouca                                                                          | Portogallo under 21                                                             | 4 – 0                                                                           | Albania under 21                                                                | Qual. Europeo Under-21 2017                                                     | -                                                                               |                                                                                 |
| 16-11-2015                                                                      | Tirana                                                                          | Albania under 21                                                                | 2 – 0                                                                           | Liechtenstein under 21                                                          | Qual. Europeo Under-21 2017                                                     | -                                                                               | 65’                                                                             |
| 24-3-2016                                                                       | Elbasan                                                                         | Albania under 21                                                                | 0 – 0                                                                           | Grecia under 21                                                                 | Qual. Europeo Under-21 2017                                                     | -                                                                               | 75’                                                                             |
| Totale                                                                          |                                                                                 | Presenze                                                                        | 12                                                                              |                                                                                 | Reti                                                                            | 1                                                                               |                                                                                 |

## Palmarès

### Club

#### Competizioni nazionali
- Campionato belga: 1

Gent: 2014-2015
- Campionato albanese: 1

Skënderbeu: 2017-2018
- Coppa d'Albania: 1

Skënderbeu: 2017-2018